# Пагорб Перперек

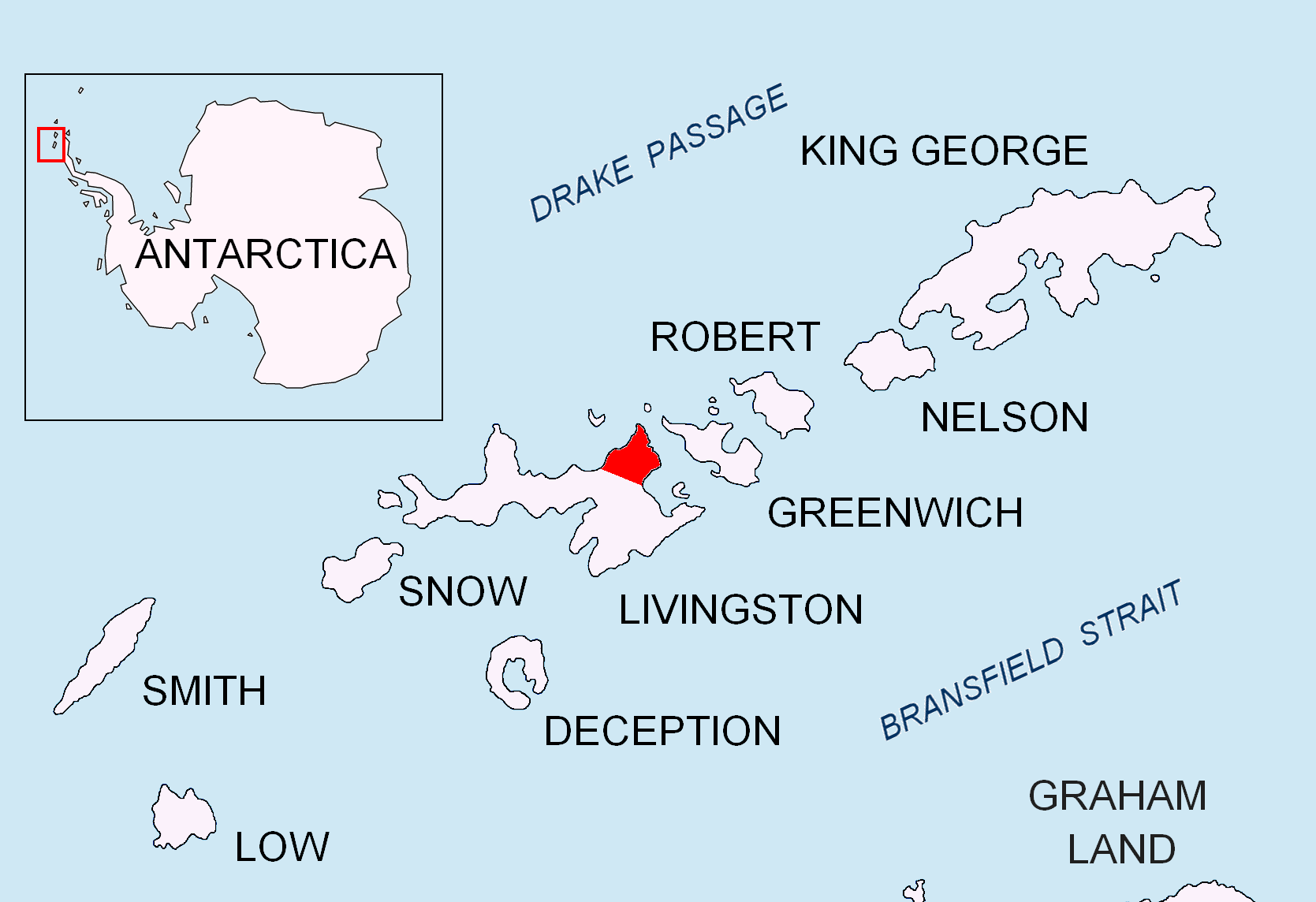
Розташування півострова Варна на острові Лівінгстон у складі Південних Шетландських островів

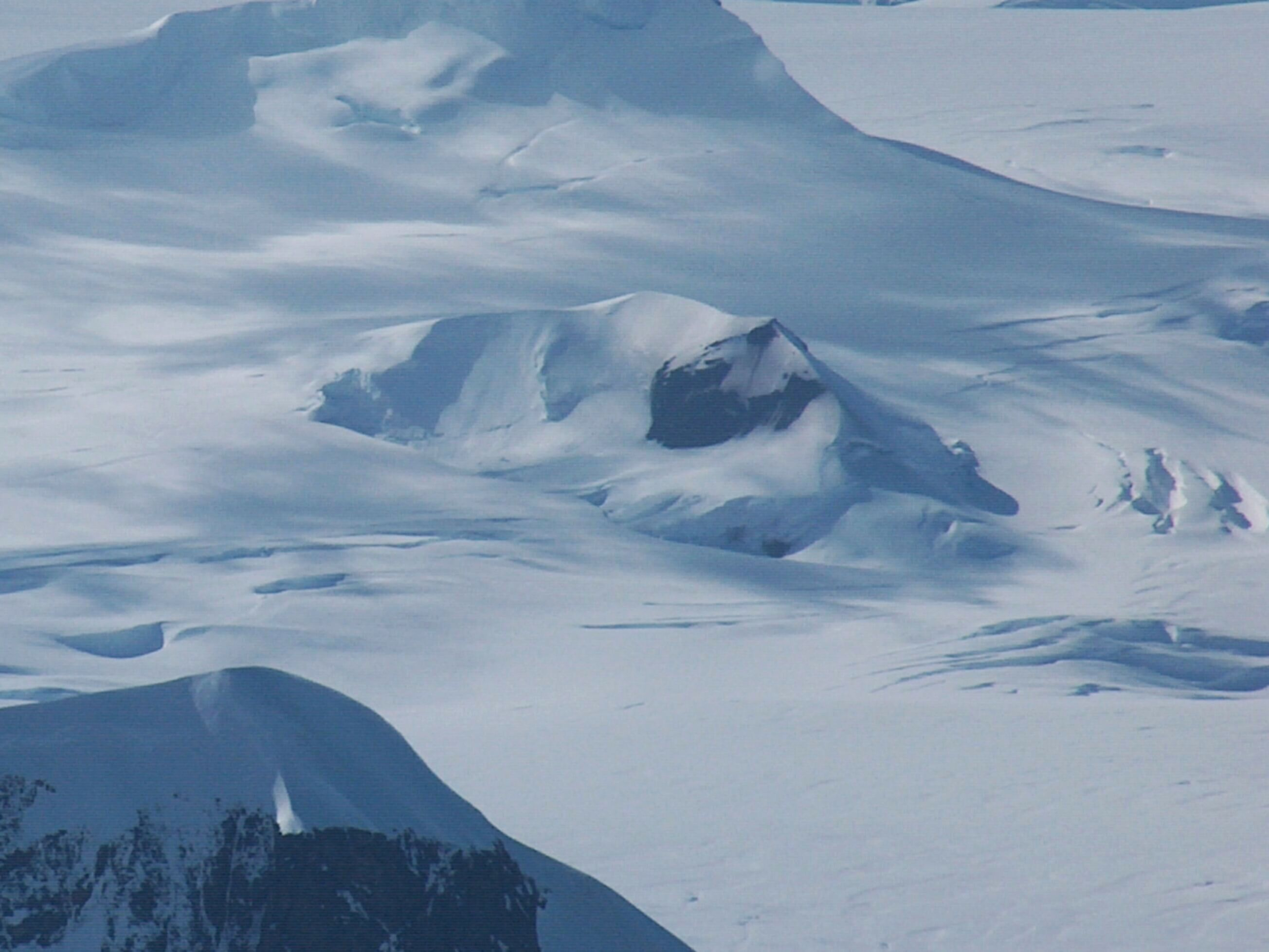
Пагорб Перперек з піку Онгал

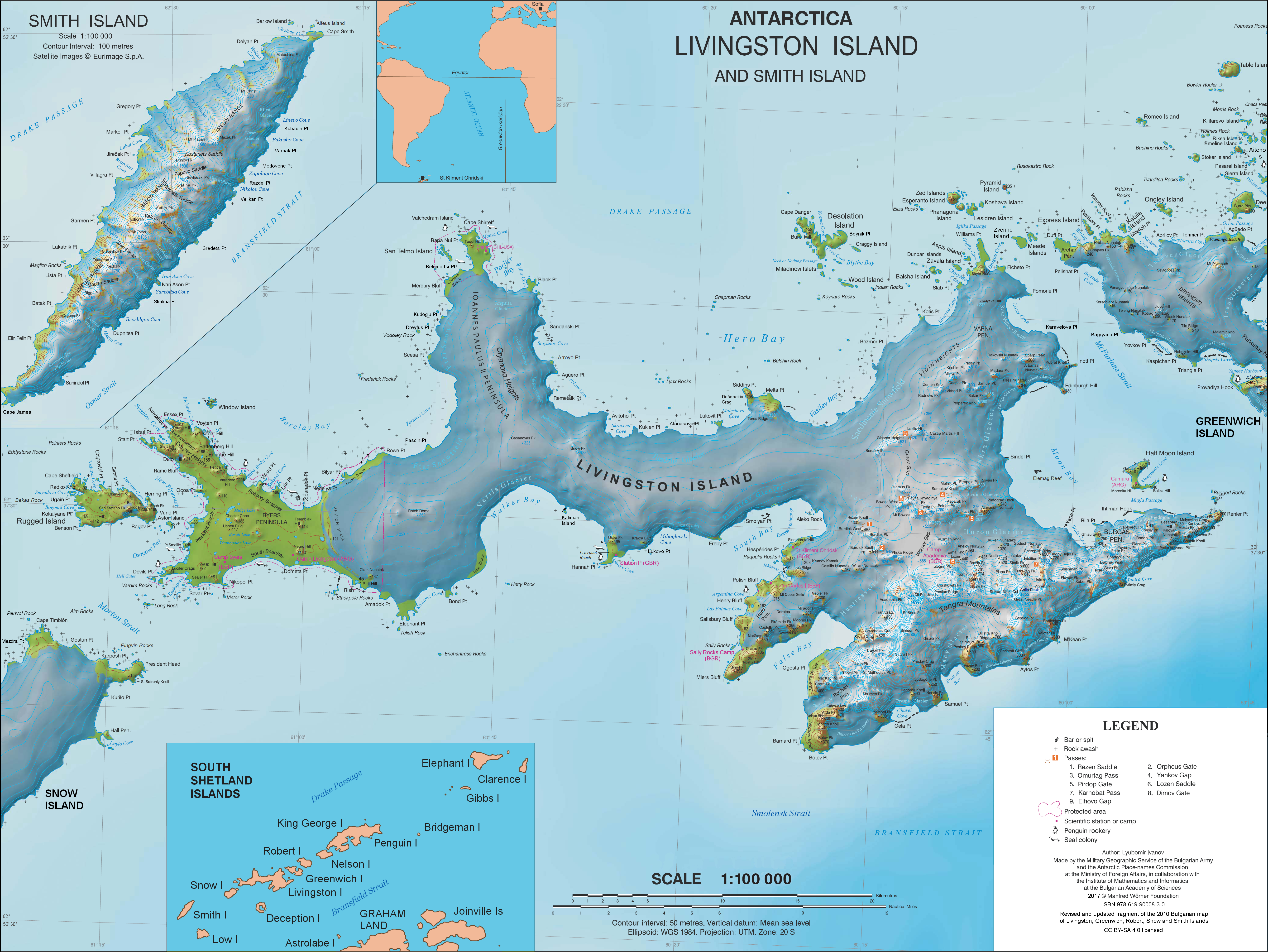
Топографічна карта островів Лівінгстон і Сміт

Пагорб Перперек (Perperekska Mogila \per-pe-'rek-ska mo-'gi-la\) — вершина висотою 360 м на Відінських висотах на півострові Варна, острів Лівінгстон у Південних Шетландських островах, Антарктида. Пагорб частково вільний від льоду південно-східні схили, водночас льодовик Каліакра розташований  на заході та півдні. Вершина названа на честь поселення Перперек  в горах Родопи, де знаходяться залишки фракійського священного міста Перперикон. 

## Карти
- Л. Л. Іванов та ін. Антарктида: острів Лівінгстон і Грінвіч, Південні Шетландські острови (від Англійської протоки до протоки Мортона, з ілюстраціями та розподілом льодового покриву). Топографічна карта масштабу 1:100000. Софія: Болгарська комісія з географічних назв Антарктики, 2005.
- Л. Л. Іванова. Антарктида: острів Лівінгстон і острови Грінвіч, Роберт, Сноу і Сміт . Топографічна карта масштабу 1:120000. Троян: Фонд Манфреда Вернера, 2009. ISBN 978-954-92032-6-4
- А. Камбуров і Л. Іванов. Хребет Боулз і гори Центральна Тангра: острів Лівінгстон, Антарктида. Карта масштабу 1:25000. Софія: Фонд Манфреда Вернера, 2023.ISBN 978-619-90008-6-1ISBN 978-619-90008-6-1